# رادوستنا پود کوزاکووم
رادوستنا پود کوزاکووم (به چکی: Radostná pod Kozákovem) یک منطقهٔ مسکونی در جمهوری چک است که در ناحیه سمیلی واقع شده‌است.